# Pekka Suorsa
Pekka Antero Suorsa (Kajaani, 8 dicembre 1967) è un ex saltatore con gli sci finlandese.

## Biografia
In Coppa del Mondo esordì il 30 dicembre 1983 a Oberstdorf (40°) e ottenne la prima vittoria, nonché primo podio, il 22 dicembre 1985 a Chamonix.
In carriera prese parte a un'edizione dei Giochi olimpici invernali, Calgary 1988 (38° nel trampolino lungo), e a una dei Campionati mondiali, vincendo una medaglia.

## Palmarès

### Mondiali
- 1 medaglia:
  - 1 oro (gara a squadre a Oberstdorf 1987)

### Coppa del Mondo
- Miglior piazzamento in classifica generale: 5º nel 1986
- 5 podi (tutti individuali):
  - 2 vittorie
  - 2 secondi posti
  - 1 terzo posto

#### Coppa del Mondo - vittorie
| Data             | Località   | Nazione        | Trampolino        |
| ---------------- | ---------- | -------------- | ----------------- |
| 22 dicembre 1985 | Chamonix   | Francia        | Le Mont K95       |
| 30 dicembre 1985 | Oberstdorf | Germania Ovest | Schattenberg K115 |

#### Torneo dei quattro trampolini
- 1 podio di tappa[2]:
  - 1 vittoria